# Карта аргументов

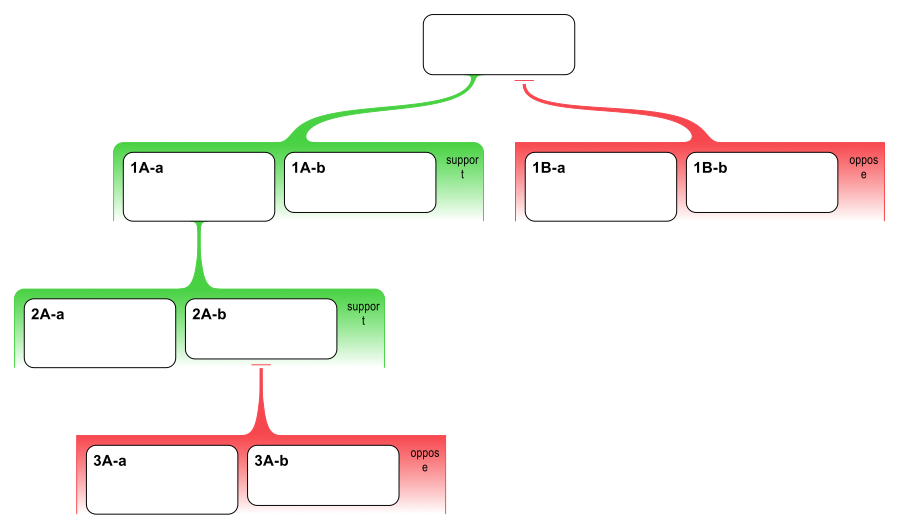
Карта аргументов

Карта аргументов (англ. Argument map) — метод структуризации и визуальное представление структуры дискуссии, с использованием графической записи в виде диаграммы. Карта аргументов обычно включает ключевые компоненты аргумента, традиционно называемые заключением, и предпосылки, также называемые разногласиями и причинами. Карты аргументов также могут отображать общие предпосылки, возражения, контраргументы, опровержения и леммы. Существуют разные стили карты аргументов, но они часто функционально эквивалентны и представляют отдельные утверждения аргумента и отношения между ними.
Карты аргументов обычно используются в контексте обучения и применения критического мышления. Целью картирования является выявление логической структуры аргументов, выявление невысказанных предположений, оценка поддержки, которую предлагает аргумент для вывода, и помощь в понимании дебатов. Карты аргументов часто предназначены для поддержки обсуждения вопросов, идей и аргументов в сложных проблемах.
Карту аргументов не следует путать с концептуальной картой или диаграммой связей, двумя другими видами диаграмм узлов и связей, которые имеют разные ограничения на узлы и связи.